# 张家村 (广河县)
张家村，是中华人民共和国甘肃省临夏回族自治州广河县水泉乡所辖的一个行政村。张家村位于水泉乡东部，与本乡新庄村、水泉村，以及康乐县虎关乡相邻。总面积6.0平方公里，总人口1632人，其中女性856人。耕地面积2444亩。村内有小学一所。行政区划代码622924202202。